# Bogusza (sędzia pomorski)
Bogusza (ur. około 1270 roku, zm. 1317/1320) – urzędnik królewski, sędzia.
Pochodził z rodu Leszczyców z jego gałęzi wielkopolskiej. W 1294 stolnik gdański. W 1298 otrzymał od Władysława Łokietka nominację na sędziego pomorskiego. W 1300 uznał prawa do korony Wacława II. W 1301, wspólnie z Krzyżakami, bronił Gdańska przed najazdem książąt rugijskich. 
W 1306 uczestniczył w rozmowach z Łokietkiem o objęciu przez niego władzy na Pomorzu Gdańskim. W 1308 został namiestnikiem północnej części Pomorza (ziemie gdańska, słupska i sławieńska). We wrześniu 1308 bronił grodu Gdańsk przed Brandenburczykami; w październiku pertraktował z Krzyżakami o dostarczenie pomocy w zamian za przekazanie im czasowo grodu gdańskiego, warunki przedstawił podczas osobistej wizyty u Łokietka w Sandomierzu. O dokonanej przez księcia zmianie warunków (przekazanie połowy zamiast całości grodu) nie poinformował Krzyżaków, co stało się przyczyną konfliktu między Henrykiem Plotzke a Boguszą, zakończonego wyjściem polskiej załogi z grodu i uzyskaniem przez Boguszę krzyżackiego dokumentu gwarantującego zwrot Łokietkowi grodu po uzyskaniu rekompensaty finansowej za pomoc.  Występował w Malborku w 1310, po raz ostatni występował w źródłach w 1316 i 1317 jako  były sędzia pomorski.

## Literatura dodatkowa
- Karol Górski: Bogusza. W: Polski Słownik Biograficzny. T. 2: Beyzym Jan – Brownsford Marja. Kraków: Polska Akademia Umiejętności – Skład Główny w Księgarniach Gebethnera i Wolffa, 1936, s. 218. Reprint: Zakład Narodowy im. Ossolińskich, Kraków 1989, ISBN 83-04-03291-0